# 达维德·雷贝林
达维德·雷贝林（Davide Rebellin，1971年8月9日—2022年11月30日）生于维罗纳省圣博尼法齐奥，意大利公路自行车赛运动员。他是在2004赛季被世人所熟知的，史无前例的在一年内夺得了马斯垂克金杯赛、拉弗莱舍－瓦隆赛和列日－巴斯通－列日赛冠军。
在2008年北京奥运会中，达维德夺得了自行车公路赛的银牌。但在一年后因药检不合格被剥夺奖牌。
雷貝林于2022年11月30日在蒙泰贝洛维琴蒂诺附近訓練時被一輛卡車撞死，终年51歲。肇事司机从现场逃逸，后于2023年6月向德国警方自首。